# 南烏拉爾山脈
南烏拉爾山脈是俄羅斯的山脈，位於伏爾加聯邦管區和烏拉爾聯邦管區，北面是烏法河，南面是烏拉爾河，最高點海拔高度1,640米。